# Uno Kōji

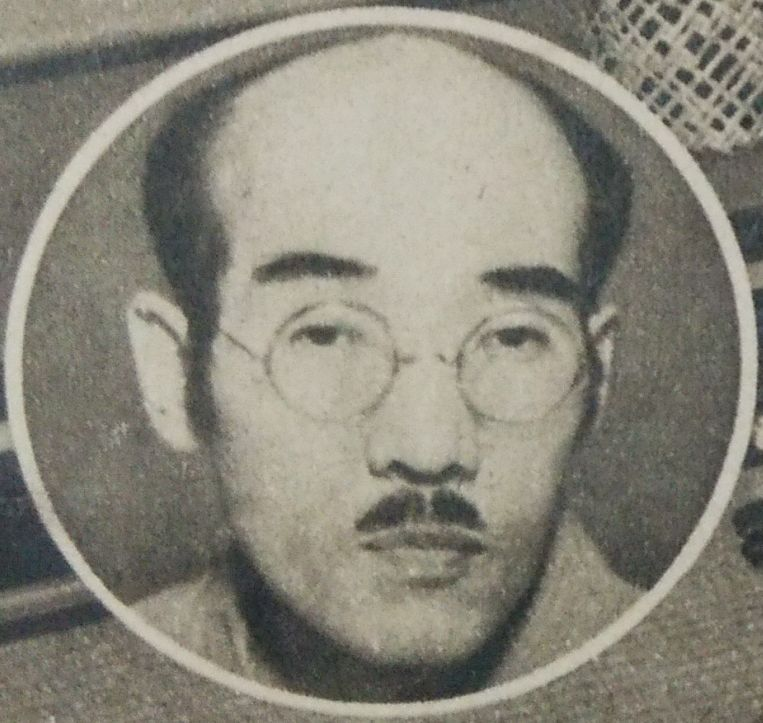
Uno Kōji, 1948

Uno Kōji (japanisch 宇野 浩二, eigentlich: Uno Kakujirō (宇野 格次郎); * 26. Juli 1891 in Fukuoka, Präfektur Fukuoka; † 21. September 1961) war ein japanischer Schriftsteller.

## Leben und Werk
Uno Kōji studierte englische Literatur an der Waseda-Universität und debütierte 1913 mit der Erzählungssammlung Seijirō yume o miru ko (清二郎 夢見る子, „Sejirō, das Kind, das träumt“). Sein Freund Hirotsu Kazuo unterstützte ihn 1919 seine beste frühe Kurzgeschichte Kura no naka (蔵の中, „Im Lagerhaus“) zu publizieren. Diese seine ersten Erzählungen waren im Stil des japanischen Naturalismus (自然主義, shizen shugi) verfasst. In den 1920er Jahren schrieb Uno regelmäßig für bekannte Magazine wie Chūō kōron.
In den späten 1920ern gab Ueno das Schreiben auf, erkrankt und bewegt durch den Suizid seines Freundes Akutagawa Ryūnosuke. Er verbrachte einige Zeit in einer Klinik, nahm dann das Schreiben wieder auf und publizierte 1933 die Kurzgeschichte „Kareki no aru fūkei“ (枯れ木のある風景) – „Landschaft mit abgestorbenen Baum“. Von den 1930er Jahren an waren seine Werke ernst und autobiografisch gefärbt. Während des Zweiten Weltkriegs verfasste Uno kritische Studien wie 1940 „Bungaku no sanjūnen“ (文学の三十年) – „Dreißig Jahre Literatur“.
Zu seinen besten Nachkriegsgeschichten gehörtOmoikawa (思ひ川, „Fluss der Gedanken“), für den er 1951 den Yomiuri-Literaturpreis erhielt. Uno gehörte zu den frühen Förderern von Minakami Tsutomu.

## Quelle
- S. Noma (Hrsg.): Uno Kōji. In: Japan. An Illustrated Encyclopedia. Kodansha, 1993. ISBN 4-06-205938-X, S. 1664.
- Scott J. Miller: Historical Dictionary of Modern Japanese Literature and Theater. Scarecrow Press, 2009, ISBN 978-0-8108-6319-4, S. 136 (eingeschränkte Vorschau in der Google-Buchsuche).